# Вольные упражнения

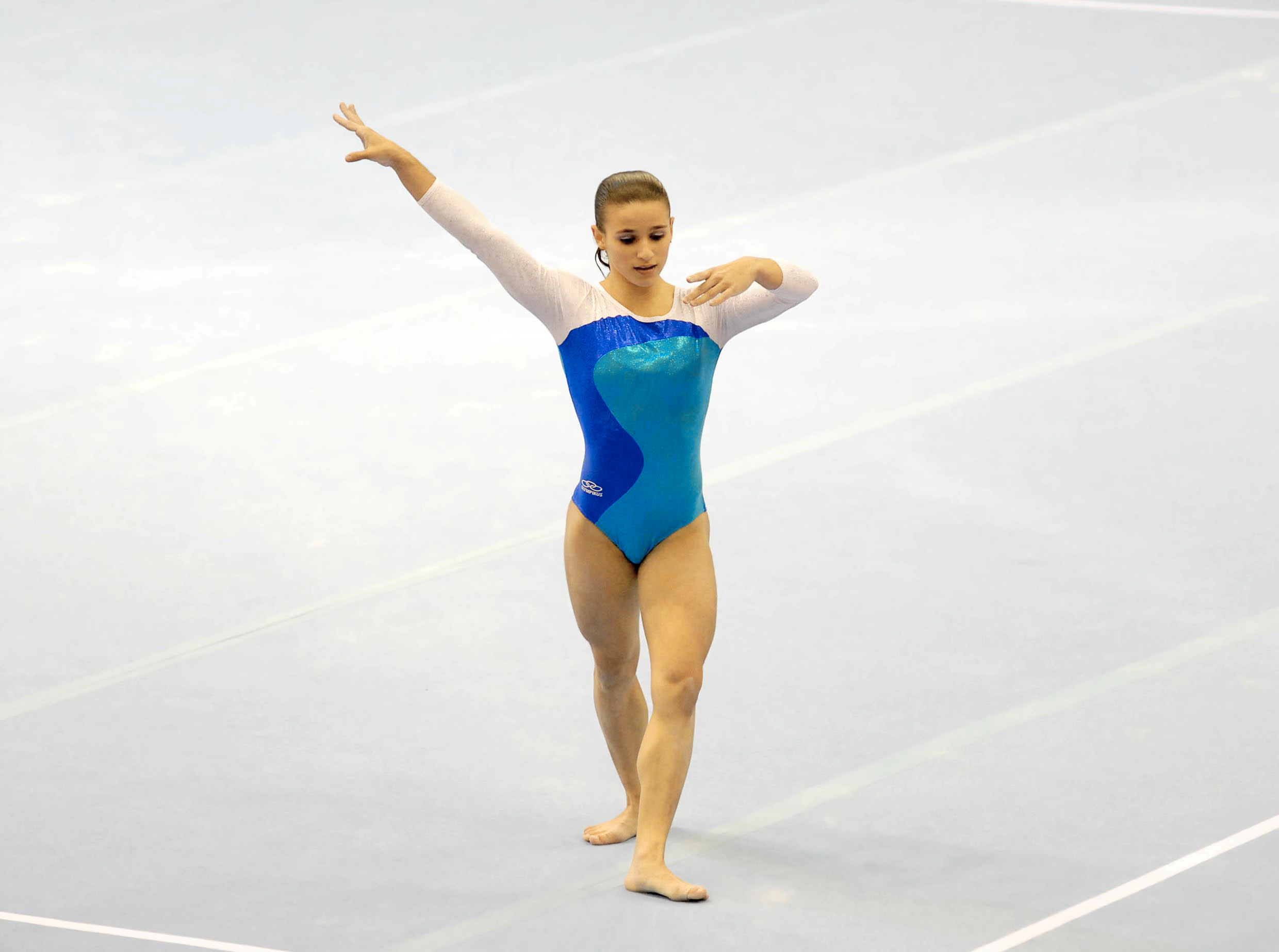
Жаде Барбоза, выполняющая вольные упражнения

Во́льные упражне́ния — один из видов упражнений в спортивной гимнастике.

## Описание
Вольные упражнения проходят на «ковре» — квадратном помосте, размерами 12 на 12 метров с дополнительным бордюром безопасности шириной 1 метр. Помост должен обладать определённой эластичностью для смягчения приземления спортсмена при выполнении акробатических прыжков. Специальное покрытие ковра должно исключать ожоги кожи при трении об него.
Вольные упражнения входят в программу как женских, так и мужских турниров. В современной программе Олимпийских игр проводятся соревнования по вольным упражнениям, в которых разыгрывается комплект медалей; также эти соревнования входят в программу командного и абсолютного первенства.
Вольные упражнения длятся, как правило, 70 секунд у мужчин и 90 секунд у женщин. Женские вольные упражнения — единственный вид программы спортивной гимнастики, выполняющийся под музыку. Выступление спортсмена оценивается по сложности выполненных элементов, их чистоте, отсутствию ошибок. В женских соревнованиях судьи также учитывают уровень хореографической подготовки. Акробатические элементы вольных упражнений включают в себя кувырки, сальто, шпагаты, стойки на руках и другие, а также их связки. Характерным элементом вольных упражнений является акробатическая связка — серия прыжков и кульбитов, выполняемая по диагонали ковра от одного угла до другого. У женщин в программу входят отдельные танцевальные па, схожие с упражнениями из художественной гимнастики. Грубыми ошибками считаются падения и выход спортсмена за пределы ковра. В ходе выступления спортсмен должен максимально использовать площадь ковра.
У мужчин на вольных упражнениях гимнаст должен включить в свою комбинацию элементы из различных структурных групп. Всего таких групп 4 плюс соскок (соскоком на вольных упражнениях считается заключительная акробатическая диагональ).

## Структурные группы элементов (мужчины)

### I. Элементы гимнастики (без использования акробатики)
- Статические и динамические силовые элементы: высокий угол, горизонтальные упоры, стойки на руках силой и т. д.
- Элементы гибкости: шпагаты, равновесия, перекидки, медленные перевороты.
- Повороты на ногах и прыжки с поворотами.
- Круги двумя ногами, а также эффектные круги ноги врозь (круги Деласала-Томаса), а также круги прогнувшись (русские круги).

### II. Акробатические элементы с вращением вперёд
В данную структурную группу входят перевороты вперёд, а также самые различные сальто.
Сальто выполняются в разных положениях тела — группировка, согнувшись, прогнувшись/выпрямившись. Также исполняются сальто с поворотами — пируэты, и сложные двойные сальто.
Сальто могут выполняться как с приходом на ноги, так и в упор лёжа, или в кувырок (полуторные сальто).

### III. Акробатические элементы с вращением назад
Подобно акробатическим элементам вперёд, сюда входят перевороты и различные сальто назад.

### IV. Акробатические элементы с вращением в боковой плоскости и прыжки назад с поворотом на 180 градусов и более с последующим выполнением сальто вперёд.
Данная структурная группа включает в себя различные боковые сальто (арабские сальто), а также твисты — прыжки назад с поворотом на 180 и сальто вперёд.
Помимо этих элементов, сюда входят элементы типа «Томас» — полуторные сальто назад в кувырок с поворотом на 540 градусов.
За отдельные сложные соединения элементов, гимнаст получает надбавку к сложности. Правила от 2009 года устанавливают следующие надбавки за соединения:
- за соединение элемента группы D(и выше) с элементами групп А, В, С даётся надбавка +0,1;
- за соединение элементов группы D(и выше) с элементами группы D(и выше) даётся надбавка +0,2.

Один элемент может участвовать в связке лишь единожды, то есть если выполнена связка из трёх акробатических элементов, то гимнаст получит надбавку только за связку первого сальто со вторым, или второго с третьим, а именно, наибольшая из них. Две связки учтены не будут.

## Структурные группы элементов (женщины)

### I. Прыжки и подскоки
В данную структурную группу входят разнообразные прыжки. Прыжки различают:
- по форме тела (прыжки прогнувшись, в группировке, согнувшись, в шпагате, кольцом и т. д.);
- по наличию поворота;
- по работе ногами (толчком с двух ног, прыжки шагом, прыжки со сменой ног в шпагате);
- по способу приземления (на ноги, в упор лёжа, в шпагат сидя);

### II. Повороты
Повороты различаются:
- по числу градусов вращения вокруг вертикальной оси (один поворот, два и т. д.);
- по положению ног во время поворота (безопорная нога согнута в колене, параллельна полу, в вертикальном шпагате и т. д. Опорная нога согнута или прямая);
- круги (подобно гимнастам мужчинам) на полу;

### III. Элементы с опорой на руки
Включает в себя:
- всевозможные кувырки (как полёт-кувырок, так и перекатом со стойки на руках или в стойку на руках);
- повороты в стойке на руках;
- перевороты (медленные и темповые);

### IV. Сальто вперёд и боком
Сюда входят все сальто вперёд, сальто боком и твисты (сальто назад с переворотом и дальнейшим вращением вперед). Максимально сложным элементом считается двойной твист прогнувшись (G), впервые выполненный бразильской гимнасткой Даяной Дос Сантос.

### V. Сальто назад
Включает различные сальто назад. Максимально сложные элементы — двойное сальто назад в группировке с двумя пируэтами, двойное сальто назад прогнувшись с пируэтом, сальто назад прогнувшись с тремя с половиной пируэтами и крайне редкое сальто Татьяны Грошковой — двойное сальто назад согнувшись с двумя пируэтами (первое сальто прогнувшись с двумя пируэтами, второе согнувшись).

## Группы сложности
Элементы на вольных упражнениях имеют различные группы сложности — от А до I. К элементам группы «А» относятся простые прыжки, типа переворотов вперёд или назад, сальто в группировке и т. д., элементы группы «G», «H» исполняются единицами гимнастов мира, к ним относятся (у мужчин):
- тройное сальто назад в группировке;
- двойное сальто назад в группировке с тремя пируэтами;

В 2021 году на Чемпионате Европы, российский гимнаст Никита Нагорный исполнил элемент (тройное сальто назад согнувшись), который впервые в истории спортивной гимнастики был определён в группу сложности — «I»

## Эволюция комбинаций на вольных упражнениях гимнастов и гимнасток

### 1950-е
Комбинации гимнастов 50-х годов представляли собой совокупность акробатических элементов и элементов гимнастики. Эта традиции будет продолжена и в дальнейшем. 
Гимнасты исполняли акробатические линии типа рондат — фляк — фляк — пируэт назад или сальто назад прогнувшись. Иногда потом ещё добавлялся фляк. То есть максимум сложности «задней» акробатики было сальто назад прогнувшись с поворотом на 360. 
Гимнасты исполняли также и сальто вперёд. Частым было соединение сальто вперёд в переход — рондат — фляк — сальто. Иногда исполнялся и такой элемент как твист, то есть прыжок назад, в воздухе поворот на 180 и сальто вперёд. 
Гимнастические элементы представляли собой кувырки назад в стойки или наоборот, со стойки на руках перекаты вперёд. Также обязательным элементом была стойка на руках силой из шпагата, упора лёжа или положения стоя. Иногда можно видеть горизонтальные упоры ноги врозь или на согнутых руках. 
Одним словом, вольные упражнения мужчин состояли в основном из переворот вперёд/назад с «вкраплением» несложного сальто, а также из гимнастических силовых элементов. 
Комбинации гимнасток проходили под музыку. Уровень акробатики не сильно отличается от мужской. Разве что, нет длинных связок типа рондат — фляк — сальто — фляк — сальто. Как правило в своей программе гимнастка исполняет две диагонали типа рондат — фляк — бланш назад и рондат — фляк — винт назад. Отметим, что в середине комбинации гимнастки часто использую маховое сальто вперёд, а в заднем часто разводят для красоты ноги. 
Гимнастическая часть содержит не сложные прыжки с поворотами на 360 или же прыжок в шпагат. Также обязательным элементом является сам по себе шпагат на ковре.

### 1960-е
Что интересно, на 10 десять лет гимнасты так и не уходят в сложности акробатики вперёд. По прежнему, предел сложности — пируэт назад. Правда, заметим, что гимнасты исполняют акробатические элементы с большим количеством простых элементов. Например, Франко Миникелли в 1964 году начинает с переворота вперёд — сальто вперёд в переход с последующим рондат — фляком — пируэтом назад. А заканчивает программу рондат — фляк — темповое сальто назад — фляк — сальто назад прогнувшись. Такой уровень сохранится и до конца 60-х. 
Но помимо сальто вперёд и назад все гимнасты должны ещё включить твисты и сальто боком. Также популярными являются, казалось бы, тривиальные перевороты боком, но с длительной фазой полёта. Или же перевороты-авербахи, то есть с использованием противотемпа. Оригинальным сальто сгибаясь-разгибаясь входит в историю японский гимнаст Юкио Эндо. 
Гимнастические элементы те же: горизонтальные упоры на согнутых локтях или локте, стойка на руках силой, различные равновесия с удержанием ноги рукой и без. 
Комбинации женщин рассмотрим на примере программы Натальи Кучинской 1968 года. Начало рондат — три фляка — сальто назад прогнувшись ноги врозь с поздним поворотом на 90 градусов. Далее, хореографическая композиция в ритм музыки. После чего выполянется поворот на ноге на 360 и маховое сальто вперёд. Вторая диагональ рондат — фляк — пируэт назад. После чего идут подряд простые прыжки, хореографическая композиция со шпагатом и элементами гибкости. И концовка рондат — фляк — сальто назад прогнввшись. 
Как мы видим, уровень сложности акробатики в конце 60-х у гимнасток и гимнастов практически одинаков. 

### 1970-е
Если прогресс в акробатике 60-х годов был незаметен, то в 70-е годы гимнасты совершили огромные качественный скачок вперёд! Уже в 1972 году на Олимпийских играх в Мюнхене ведущие гимнасты мира исполняют в первой диагонали двойное сальто назад в группировке, а в заключительной(третьей) диагонали — двойной пируэт назад. Оба этих движения были недоступны гимнастам предыдущего десятилетия, но новая смена гимнастов уже в массах начала овладевать как кратными вращениями, так и сложными пируэтами. 
В основном в начале 70-х гимнасты развивают именно акробатику назад. Акробатика вперёд представлена простыми сальто вперёд прогнувшись максимум с поворотом на 180, а боковые элементы — это сальто боком согнувшись ноги врозь. Гимнасты исполняют сальто боком как с прямого разбега, так и после рондата или фляка. 
К списку гимнастических элементов добавляются круги на полу. Эта новинка надёжно закрепится в программах спортсменов и в последующие годы. А после исполнения Филиппом Деласалом и Куртом Томасом оригинальных кругов ноги врозь на коне в 1976 году, эти круги появляются в комбинации просто каждого гимнаста высокого уровня. 
Также ряд гимнастов исполняет в качестве гимнастического элемента не простую стойку на руках силой, а после исполнения высокого угла. Этот сложный элемент также вносит разнообразие в гимнастическую часть спортсменов. 
Где-то с 1974 года гимнасты начинают включать в свои комбинации новый тип элементов — акробатические элементы с приходом не на ноги, а в кувырок. Популярным является либо полёт-кувырок с поворотом на 360, либо рондат и прыжок назад с поворотом на 540 в кувырок. 
А после середины 70-х это направление акробатики начинает активно развиваться и чуть ли не обязательным является наличие полуторного сальто в кувырок. Гимнасты исполняют либо 1.5 сальто с разбега, либо рондат — 1.5 твиста в кувырок. Выдающимся мастером таких элементов, стал американец Курт Томас он впервые исполнил полтора сальто назад в группировке с поворотом на 540 градусов в кувырок, которое и по сей день носит его имя. 
Следующим витком эволюции элементов было исполнение выдающимся японским гимнастом Мицуо Цукахарой двойного сальто назад в группировке с поворотом на 360. и, что показательно, к 1976 году эта новинка была в программах почти всех ведущих гимнастов! 
А к 1979 году гимнасты осваивают и двойное сальто назад прогнувшись. Путь к нему был долог и труден. Гимнасты вначале пробовали выполнять «двойной бланш», сгибая и разводя ноги, исполняя его в положении полупрогнувшись-полусогнувшись и т. д. Но в конце концов пришли к верной технике исполнения именно в положении тела прогнувшись без дополнительных технических изъянов. 
Если рассматривать комбинации гимнастов в целом, то к концу 70-х программа каждого спортсмена включала в себя три акробатические диагонали. Первая из них — как правило, двойное сальто назад в группировке с поворотом на 360 или двойной бланш назад, вторая диагональ — как правило, полуторный акробатический элемент в кувырок. Ну и заключительная диагональ чаще всего была двойным сальто назад в группировке, или реже двойным пируэтом назад. Гимнастическая часть состояла из кругов, стойки силой в различном типе исполнения, а также включала в себя различные элементы «для красоты» типа перекидок, кувырков в стойку и т. д. 
Женщины старались не отставать в прогрессе от мужчин. К 1972 году гимнастки уже освоили двойной пируэт назад. Также гимнастки стали в обязательном порядке включать в свои программы сальто вперёд в диагонали. К примеру, гимнастки исполняют сальто вперёд или твист в переход, затем рондат — фляк и сальто назад в группировке или прогнувшись. 
Двойное сальто назад впервые было исполнено советской гимнасткой Нелли Ким в 1976 году. С этого периода времени уровень сложности акробатики у гимнасток поднимается на совершенно новый уровень. И уже скоро гимнастки в массах начинают исполнять в комбинациях двойные сальто. 
Прогресс настолько был велик, что уже через год(!) Елена Мухина выполняет двойное сальто назад в группировке с пируэтом. 
Также гимнастки окончательно догоняют гимнастов, начиная включать в свои комбинации полуторные сальто в кувырок. К примеру, Елена Давыдова выполняет полуторный твист в кувырок, а Елена Мухина исполняет рекордное сальто Томаса! Но при исполнении этого сложнейшего элемента получает травму позвоночника и будет прикована к постели на последующие годы… 
В итоге к концу 70-х гимнастки выполняют два различных двойных сальто — в начале и в конце программы. А вторая диагональ часто включает в себя оригинальные соединения с пируэтами. К примеру, выполняется полуторный пируэт назад в переход или после фляка исполняется пируэт, а затем фляк и двойной пируэт. Это большой прогресс по отношению к началу десятилетия. 

### 1980-е
В 80-е годы прогресс в освоении более сложных элементов ещё более заметен. К 1983 году гимнасты в массах осваивают двойной бланш назад, а двойное сальто назад с поворотом на 360 исполняется практически всегда в положении согнувшись. 
Также гимнасты начинают включать в свои комбинации и сложные элементы других структурных групп. Юрий Королёв показывает двойное сальто вперёд в группировке, а Тонг Фэй двойное сальто боком. 
Гимнасты как правило исполняют в комбинации три различных диагонали. Помимо них, частым гостем программ является полёт кувырок с поворотом на 360. 
В качестве гимнастических элементов гимнасты в массах делают круги Делалса в стойку на руках. Также начинает набирать популярность «японская стойка» или стойка на руках силой с широко разведёнными в стороны руками. 
К Олимпийским играм 1988 года гимнасты в массах уже исполняют двойной бланш с пируэтом. Ещё в 1986 году советским гимнастом Юрием Порпленко на союзных соревнованиях было исполнено тройное сальто назад в группировке. Годом позже Валерий Люкин демонстрирует его на чемпионате мира, а ещё годом позже Владимир Гоголадзе исполняет его на Олимпийских играх. В последующие годы тройное сальто практически полностью исчезнет из арсенала гимнастов как сверхрискованное и будет уделом лишь единиц.
Акробатика вперёд практически не развивается. Двойное сальто вперёд в группировке с прямого разбега — пока предел сложности. Но зато развивается направление двойных твистов. Более того, на юниорском чемпионате Европы 1988 года неизвестный советский гимнаст исполняет рекордный по сложности элемент — тройной твист в группировке! До сих пор он ни разу не был никем повторён и является самым сложным акробатическим элементом вольных упражнений. 
Двойные сальто боком получают продолжение. Сначала азиатские гимнасты предлагают миру пример выполнения с прямыми ногами согнувшись, а чуть позже Лоу Юн добавляет в него и поворот на 360 градусов. 
Ещё одной особенностью вольных упражнений мужчин является практически полное отсутствие пируэтов. К концу 80-х количество гимнасток, исполняющих тройной пируэт, превосходило количество гимнастов, его выполняющих! 
И лишь в самом конце 80-х гимнастов заставляют включать в комбинацию пируэтные элементы. Как правило спортсмены выбирают связку из двойного пируэта назад и в контртемп сальто вперёд на ноги или в упор лёжа. 
Гимнастические элементы усложняются также. Гимнасты не просто исполняют круги Деласала в стойку, но также добавляют в них поворот на 360 градусов в противотемп, а также возвращаются со стойки опять в круги. 
Гимнастки также старались не отставать в прогрессе от мужчин, но сложные акробатические элементы появились в их арсенале значительно позднее. К 1983 году гимнастки в массах исполняют в программе два-три двойных сальто, при том, что одно из них с поворотом на 360. Также гимнастки включают в свои программы пируэтные вращения назад — как правило, полуторный или двойной пируэт назад. 
Двойное сальто назад прогнувшись стало исполняться гимнастками где-то в 1985 году. Одной из первых гимнасток, замахнувшихся на такой сложный акробатический элемент, была советская спортсменка Елена Шушунова. Также отметим, что Елена включила в свою комбинацию сложнейший полуторный твист прогнувшись в кувырок, а также полуторное сальто боком ноги врозь в кувырок. Вершиной сложности таких элементов в комбинации женщин и мужчин является полуторный пируэт прямым телом в кувырок. Он также был выполнен Еленой. Это уникальный случай. Ведь дело в том, что данный элемент вообще впервые был исполнен Игорем Коробчинским в самом конце 80-х и до сих пор является максимально сложным элементом из данной структурной группы. То есть в освоении сальто в кувырок женщины не отставали от мужчин. А после 1988 года эти элементы полностью исчезли из комбинаций гимнасток, как травмоопасные. 
Также к 1985 году гимнасты в массах исполняют тройной пируэт назад. А в 1987 году Оксана Омельянчик исполняет суперсложную связку тройной пируэт назад и контр-сальто вперёд в группировке! Напомним, что гимнасты-мужчины вообще не включают тройной пируэт в свои комбинации. 
В 1987 году гимнастки ещё повышают планку сложности акробатики. Советская гимнастка Татьяна Тужикова включает в свою программу двойное сальто назад прогнувшись с поворотом на 360 в первом сальто. А румынская спортсменка Даниэла Силиваш выполняет сложнейшее двойное сальто назад в группировке с двумя пируэтами. 
Это что касается акробатики назад. А как же акробатика вперёд? Она развивалась медленными темпами. В основном, двойные сальто вперёд можно было встретить в программах советских спортсменок — Ольги Стражевой или Татьяны Тужиковой. Пируэтные вращения вперёд оставались делом будущего. 
Но самый сложный элемент женской акробатики и поныне был показан выдающейся советской гимнасткой Татьяной Грошковой в 1989 году. Она смогла выполнить двойное сальто назад с двумя пируэтами, но уже в совсем другой форме. Первое сальто было выполнено прямым телом с двумя пируэтами, а второе согнувшись. Странно, но в нынешних Правилах этот элемент совсем не значится, как будто его не было. Хотя по сложности он превышает и двойное сальто назад в группировке с двумя винтами, и двойной бланш с винтом. Такая вот несправедливость истории.
Также отметим, что помимо акробатики, гимнасток обязывают выполнять и гимнастические элементы. А именно различные прыжки в шпагат, в том числе и с поворотами на 180—540 градусов, а также повороты на ноге. Гимнасты усложняют прыжки в шпагат тем, что выполняют его со сменой ног в полёте, а повороты исполняют в различных положениях тела. 

### 1990-е
С 1992 года начинают действовать новые правила. Теперь появляются прибавки за соединения элементов групп «С» и выше. Гимнастика у мужчин на вольных начинает приобретать совсем новый вид.
Если в 1980-е пируэтную акробатику встретить можно было крайне редко, то в 90-е комбинация гимнастов будет на 90 % состоять именно из связок различных пируэтов между собой.
Гимнастам пришлось перестраиваться. До этого все силы тратились на изучение отдельных сложных элементов типа двойного бланша с двумя пируэтами или тройного сальто, а теперь нужно соединять элементы в связки по два-три подряд. Очень скоро выяснилось, что это намного проще, чем изучать сложную акробатику. В этом видят минус новых правил — гимнастика перестала эволюционировать в сложности, а стала развиваться в направлении соединений не очень сложных элементов между собой.
Но всё происходило не быстро. Гимнаст всё равно обязан был включить в комбинацию один сложный элемент — как правило, двойной бланш с пируэтом или двумя, а остальные две-три диагонали составляли связки типа рондат — 1.5 пируэта назад — сальто вперёд прогнувшись — пируэт вперёд прогнувшись. Хотя сразу заметим, что ведущие мастера акробатики продолжали включать в комбинации сверх сложные элементы. Например Ли Сяошуан начинает с двойного сальто назад прогнувшись с двумя пруэтами, а заканчивает двойным сальто назад прогнувшись. Или Мелиссанидис в 1999 году оригинально подходит к вопросу сочетания супер-сложных элементов 80-х и связок 90-х. Он исполняет такие связки элементов как рондат — темповое сальто назад — двойной бланш назад — в контр-темп пируэт вперёд в группировке, а также двойное сальто назад в группировке с пируэтом и в контр-темп сальто вперёд в группировке. Но всё таки, таких исполнителей становилось всё меньше и меньше. В основном, гимнасты набирали сложности до 10-балльной отметки именно соединениями типа 2,5 пируэта назад + сальто вперёд, или двойной пируэт назад + в контр-темп сальто вперёд в упор лёжа.
За 1990-е годы гимнасты освоили новый тип построения комбинаций. Стали включать в свои программы множество пируэтных вращений, чего не было в 80-е, в том числе с вязки с 2.5 пируэтами назад, но одинарные сложные элементы стали проще и встречаться реже. Также возросло число диагоналей в программе спортсменов. В большинстве случаев гимнасты используют 4, а не 3 акробатические линии.
Гимнастический элемент, как правило, представлял собой высокий угол, японскую стойку силой или горизонтальный упор. Многие гимнасты исполняет каскады из кругов Деласала в стойку с возвращением в круги и поворотами на 360 в противотемп.
Также в конце 90-х Сергей Федорченко исполняет на вольных три русских круга подряд. Этот элемент в будущем станет самым популярным гимнастическим элементом.
Гимнастки в 90-е годы продолжают наращивать сложность своих элементов. Уже в 1991 году Татьяна Гуцу и Оксана Чусовитина также осваивают двойной бланш с пируэтом. Оксана впервые исполнила двойное сальто назад прогнувшись с пируэтом во втором сальто. Также отметим, что гимнастки, как и гимнасты, проводят эксперимент — исполняют двойной бланш ноги врозь. Но прибавку за такой вариант исполнения не дают, и в будущем эта тенденция не будет продолжена.
После 1992 года от гимнасток также требуют соединение элементов акробатики. А также гимнастки обязаны выполнять акробатические элементы вперёд. Причём получается так, что соединять простые акробатические элементы вперёд даже выгоднее, чем исполнять элементы назад.
К 1995 году появляется целый ряд гимнасток, которые составляют свою программу практически из одних передних сальто. К примеру, Елена Продунова вообще не включила в свою программу акробатику назад, зато исполняет крайне редкий двойной твист в группировке и даже соединяет его с сальто вперёд. Также включает не очень сложную, но поощряемую связку — твист согнувшись — сальто вперёд прогнувшись — сальто вперёд согнувшись.
Вторым новым веянием в комбинациях спортсменок стали пируэты вперёд. Гимнастки очень быстро освоили полуторный пируэт вперёд, а затем и двойной.
Двойное сальто вперёд с прямого разбега тоже не стало преградой для лучших спортсменок мира. Лилия Подкопаева в 1995 году исполняет уже не просто двойное вперёд, а усложняет его ещё и поворотом на 180 во втором сальто. Что необычно так это то, что Лилия исполняет своё сальто после двух переворотов вперёд. Сначала следует переворот с одной на одну, а потом с двух ног на две. Такой техникой кроме неё, не пользуются другие гимнастки, так как после второго переворота теряют нужный импульс, который должен уйти на исполнение двойного сальто. Лилия же, наоборот наращивает мощность импульса и двойное сальто получается очень высоким и достаточным для выполнения в высшей мере техничного поворота на 180. возможно, такая техника разгона ещё заинтересует гимнасток будущего и откроет новые горизонты в освоении акробатики вперёд.
После 1996 года правила ещё раз корректируются. Становится ясно, что комбинация, целиком состоящая только из акробатики вперёд или назад, смотрится негармонично. И с этого момента гимнастки обязаны включать в программу как элементы вперёд, так и назад, как двойные сальто, так и пируэты, как отдельные элементы, так и связки сальто между собой.
Помимо этого, усложняется гимнастическая часть программы. Гимнастки обязаны соединять прыжковые элементы между собой для получения прибавки.
К концу 90-х годов комбинации гимнасток действительно принимают другой оттенок. Они вбирают в себя мощь акробатики назад начала 90-х, и связки элементов между собой, а также акробатику вперёд.
Первый элемент программы как правило очень сложен — в большинстве случаев, это двойное сальто назад прогнувшись или двойное сальто назад в группировке с пируэтом. Многие гимнастки даже исполняют после двойного бланша сальто вперёд в контр-темп!
Вторая диагональ, как правило темповое соединение элементов. Вариантов тут было много. Исполнялись как пируэтные соединения между собой, темповое сальто назад + 2.5 пируэта назад + сальто вперёд, так и с использованием двойных сальто — темповое сальто + двойное сальто назад согнувшись.

### 2000—2012 годы
После 2000 года правила изменяются в очередной раз, но не кардинально. Чтобы набрать базу 10.0 по прежнему нужно исполнять как можно больше элементов в связках. Прибавки за связки даются и за гимнастические элементы. Поэтому в период с 2000-го по 2005-й годы популярными являются связки кругов Деласала в стойку с тремя русскими кругами, как например в комбинации Алексея Бондаренко. 
Максимальную прибавку дают связки из трёх элементов, включающих в себя группы С и D. Очень популярны связки темповое сальто + 2,5 винта назад + пируэт вперёд, а также 1,5 пируэта назад + пируэт вперёд + 1,5 пируэта вперёд. У большинства гимнастов эти две связки есть в программе 
Правила обязывают исполнять в программе не только элементы назад и вперёд, но и боком или твисты. Так как достаточно выполнить такой элемент всего группы В, то все как правило так и поступают — исполняют либо твист в группировке, либо сальто боком прогнувшись. 
Но помимо двух связок по три элемента нужно исполнить 1-2 сложных прыжка. У большинства гимнастов это либо двойное сальто назад в группировке с двумя винтами, либо двойной бланш с винтом. 
Но были и исключения. К примеру, выдающийся гимнаст Мариан Драгулеску в 2004 году исполняет двойной бланш с пируэтом и в контр-темп сальто вперёд в упор лёжа, также он пробовал исполнять оригинальную связку из трёх элементов — двойной бланш — сальто вперёд — 1,5 сальто вперёд в кувырок, а чуть позже освоил и двойной бланш с винтом и 1,5 сальто вперёд в кувырок. 
После 2006 года правила меняются значительно. Теперь гимнастам не только нужно исполнять 10 сложнейших элементов в программе, но и спецтребования должны быть также максимально сложными. 
К 2010 году гимнасты включают в свою комбинацию 6-7 акробатических линий элементов не ниже группы D. Ничего подобного до этого не исполнялось никогда. Но в этом кроется и минус новых правил. Комбинация выглядит затянуто.
Гимнасты в массах овладевают полуторными сальто в кувырок с полутора винтами как в группировке, так и прямым телом, что до этого считалось уделом единиц. Очень выгодным становится исполнять двойные твисты, так как им поднимают сложность, по сравнению с 2004 годом. В результате, двойной твист согнувшись есть почти в каждой программе. А некоторые спортсмены выполняют его с поворотом на 360 и даже на 540 градусов! 
Наиболее ценными с точки зрения прибавки, являются связки элементов групп D между собой. Поэтому можно встретить такие связки как двойной пируэт вперёд + двойное сальто вперёд и т. д. 
В период с 2006 по 2008 годы давались связки за элементы групп С, и гимнасты нисколько не продвинулись в освоении новых типов соединений. Связка 1,5 пируэта назад + пируэт вперёд + 1,5 пируэта вперёд так и осталась популярной. С 2009 года правила скорректировались, и три элемента в связке канули в лету. С 2009 года гимнасту бесполезно соединять три элемента между собой, так как прибавку дают лишь за два из них. И это сподвигло спортсменов к освоению сложных соединений из двух элементов. До 2009 года 2.5 пируэта вперёд не встречались, а к 2010 году, это стало почти рядовым элементом программ гимнастов.
Гимнастика на вольных у мужчин претерпевала множество метаморфоз. В 80-е — это больше цирковой номер, в котором 1 сверх-сложный элемент типа тройного сальто, а в 2010-м это марафон из множества сложных элементов, хотя тройные сальто уже не выгодно исполнять, так как слишком велики сбавки за технические ошибки. 
Комбинации гимнасток в период с 2000-го по 2005-й практически неотличимы в акробатической части от конца 90-х годов. Всё также 4 диагонали. Первая — как правило двойное сальто назад с пируэтом, вторая и третья тройной пируэт и 2,5 пируэта + сальто вперёд, и концовка двойное сальто назад согнувшись. 
Были конечно исключения, типа Дайяны Дос Сантос, которая в одной программе выполняет двойной твист согнувшись и двойной бланш. Но это исключения. 
Вот что изменилось, так гимнастические элементы. Гимнастки стали включать в свои программы связки прыжков между собой и получать за это прибавки. Наибольшей популярностью пользуется связка прыжков в группировке на 720 и 540 градусов. Повороты на ноге уже как минимум двойные, а прыжки в шпагат всё чаще встречаются с поворотом на 540 градусов. 
Период с 2006 по 2008-й годы это попытка заставить гимнасток исполнять 10 сложнейших элементов, как и мужчин. Это произвело как положительный, так и отрицательный эффекты. К положительному отнесём, что двойное сальто с двумя винтами стали исполнять чаще, чего в предыдущее четырёхлетие не встретишь почти ни у кого. Также гимнастки в массах освоили двойной твист и связку 2,5 пируэта назад + пируэт вперёд. Но комбинация была затянутой и подчас включала аж 6 линий. А часть элементов были вообще выполнены «для галочки», чтобы добрать эти самые 10 элементов. 
С 2009 года гимнасткам достаточно исполнить 8 сложных элементов, из которых не менее трёх гимнастических. Это делает программу более сложной и яркой. Гимнастки не только поднимают уровень акробатики в массах — теперь двойной бланш уже норма, но и сильно прибавляют в гимнастических прыжках и поворотах. Теперь выполнить повороты и прыжки в шпагаты также важно, как и акробатику и гимнастки стремятся, чтобы эти элементы были групп D, благодаря чему, мы становимся свидетелями четвертных и тройных поворотов на ноге, двойных поворотов в вертикальном шпагате и д.р. 
Связки акробатических элементов должны также быть сложными. Гимнастки обязательно исполняют пируэт вперёд после 2,5 назад, а также связки двойного пируэта вперёд и сальто вперёд с поворотом на 360. В конце 2010 года некоторыми гимнастками предпринимаются попытки включать в программу 3,5 пируэта назад, что да этого могли делать только мужчины. 
Женская гимнастика развивается. Конечно, в 2010 году нет таких «трюков», какие были в 1992-м, когда двойной бланш с пируэтом был нормой. Но гимнастика развивается, и возможно к таким сложным элементам гимнастки вернутся на новом витке эволюции.

### С 2013 года
Комбинации гимнастов этого отрезка времени уже отчётливо можно поделить на два больших класса: с использованием двойных сальто и только винтовые.
Первый тип гимнастов набирает сложность за счёт нескольких сложных двойных сальто с винтами. А второй тип сформировался благодаря фантастическому гимнасту из Японии — Кензо Шираи. В 2013 году он сумел набрать базу в 7.4 только используя уникальные винтовые связки: 3.5 винта назад + двойной винт вперёд; винт вперёд + тройной винт вперёд; 2.5 винта назад + 2,5 винта вперёд. И в заключительной диагонали свой именной элемент — четвертной винт назад.
Пример Шираи сподвиг многих гимнастов последовать такой структуре составления программы и целый ряд спортсменов стал достигать очень высоких баз только за счёт сложных винтовых элементов, что в прочем привело к однообразности таких комбинаций.
Чуть позже, в 2015 году, Кензо Шираи усложняет свою комбинацию до 7.6 за счёт добавления ультра-элемента — двойное сальто назад в группировке с тремя пируэтами! А на тренировках он с высоким качеством исполнения выполняет совершенно невероятные «трюки»: 4.5 винта назад + полвинта вперёд, 3.5 винта вперёд и двойной бланш назад с тремя винтами!
Так же с 2013 гимнастам разрешено использовать в комбинации только одно полуторное сальто в кувырок, и нельзя соединять его в связке с другим элементом. Это сделано из соображений безопасности, так как подобные элементы крайне травмоопасны.
Период с 2017 по 2021 характеризуется введением новых правил, которые сильно меняют структуру комбинаций гимнастов. Запрещены все сальто в кувырок или с приходом в упор лёжа, как травмоопасные. Увеличены группы сложности всех двойных сальто вперёд с поворотом на 180 и более. Увеличены группы сложности двойных сальто назад с поворотом, кратным 180. Значительно понижены в сложности все двойные твисты.
Такие изменения в правилах заставили гимнастов практически в 99% использовать различные двойные сальто вперёд с поворотом. Самым популярным элементов в программах спортсменов стало двойное сальто вперёд согнувшись с поворотом на 180. Из комбинаций практически полностью исчезли двойные твисты, зато чаще стали выполняться сложные двойные сальто назад (например, двойной бланш с двумя винтами). Винтовые связки большинства лидеров содержали 3,5 винта назад и 2,5 винта вперёд.
Российский гимнаст Никита Нагорный выполняет супер-сложный прыжок - тройное сальто назад согнувшись, которое получает группу сложности I (+0,9 к базе).

## Олимпийские чемпионы в вольных упражнениях
- 1952 — Вильям Турессон, Швеция
- 1956 — Валентин Муратов, СССР
- 1960 — Нобуюки Аихара, Япония
- 1964 — Франко Меникелли, Италия
- 1968 — Савао Като, Япония
- 1972 — Николай Андрианов, СССР
- 1976 — Николай Андрианов, СССР
- 1980 — Рональд Брюкнер, ГДР
- 1984 — Ли Нин, Китай
- 1988 — Сергей Харьков, СССР
- 1992 — Ли Сяошуан, Китай
- 1996 — Иоаннис Мелиссанидис, Греция
- 2000 — Игорь Вихров, Латвия
- 2004 — Кайл Шефелт, Канада
- 2008 — Цзоу Кай, Китай
- 2012 — Цзоу Кай, Китай
- 2016 — Макс Уитлок, Великобритания
- 2020 — Артём Долгопят, Израиль

## Олимпийские чемпионки в вольных упражнениях
- 1952 — Агнеш Келети, Венгрия
- 1956 — Лариса Латынина, СССР
- 1960 — Лариса Латынина, СССР
- 1964 — Лариса Латынина, СССР
- 1968 — Лариса Петрик, СССР и Вера Чаславска, Чехословакия
- 1972 — Ольга Корбут, СССР
- 1976 — Нелли Ким, СССР
- 1980 — Нелли Ким, СССР
- 1984 — Екатерина Сабо, Румыния
- 1988 — Даниэла Силиваш, Румыния
- 1992 — Лавиния Милошовичи, Румыния
- 1996 — Лилия Подкопаева, Украина
- 2000 — Елена Замолодчикова, Россия
- 2004 — Каталина Понор, Румыния
- 2008 — Сандра Избаша, Румыния
- 2012 — Александра Райсман, США
- 2016 — Симона Байлс, США
- 2020 — Джейд Кэри, США

## Чемпионы мира в вольных упражнениях
- 1950 — Йозеф Штальдер, Швейцария
- 1954 — Валентин Муратов, СССР, Масао Такэмото, Япония
- 1958 — Масао Такемото, Япония
- 1962 — Нобуюки Аихара, Япония, Юкио Эндо, Япония
- 1966 — Акинори Накаяма, Япония
- 1970 — Акинори Накаяма, Япония
- 1974 — Савао Касамацу, Япония
- 1978 — Томас Курт, США
- 1979 — Томас Курт, США
- 1981 — Юрий Королёв, СССР
- 1983 — Тун Фэй, КНР
- 1985 — Тун Фэй, КНР
- 1987 — Лоу Юнь, КНР
- 1989 — Игорь Коробчинский, СССР
- 1991 — Игорь Коробчинский, СССР
- 1993 — Григорий Мисютин, Украина
- 1994 — Виталий Щербо, Белоруссия
- 1995 — Виталий Щербо, Белоруссия
- 1997 — Алексей Немов, Россия
- 1999 — Алексей Немов, Россия
- 2001 — Йордан Йовчев, Болгария и Мариан Дрэгулеску, Румыния
- 2003 — Пол Хэм, США и Йордан Йовчев, Болгария
- 2005 — Диего Иполито, Бразилия
- 2006 — Мариан Дрэгулеску, Румыния
- 2007 — Диего Иполито, Бразилия
- 2009 — Мариан Дрэгулеску, Румыния
- 2010 — Элефтериос Космидис, Греция
- 2011 — Кохэй Учимура, Япония
- 2013 — Кэндзо Сираи, Япония
- 2014 — Денис Аблязин, Россия
- 2015 — Кэндзо Сираи, Япония
- 2017 — Кэндзо Сираи, Япония
- 2018  — Артур Далалоян, Россия
- 2019 — Карлос Юло, Филиппины
- 2021 — Никола Бартолини, Италия

## Чемпионки мира в вольных упражнениях
- 1954 — Тамара Манина, СССР
- 1958 — Ева Босакова, Чехословакия
- 1962 — Лариса Латынина, СССР
- 1966 — Наталья Кучинская, СССР
- 1970 — Людмила Турищева, СССР
- 1974 — Людмила Турищева, СССР
- 1978 — Елена Мухина, СССР
- 1979 — Эмилия Эберле, Румыния
- 1981 — Наталья Ильенко, СССР
- 1983 — Екатерина Сабо, Румыния
- 1985 — Оксана Омельянчик, СССР
- 1987 — Елена Шушунова, СССР и Даниэла Силиваш, Румыния
- 1989 — Светлана Богинская, СССР и Даниэла Силиваш, Румыния
- 1991 — Оксана Чусовитина, СССР и К. Бонташ, Румыния
- 1993 — Шэннон Миллер, США
- 1994 — Дина Кочеткова, Россия
- 1995 — Джина Годжан, Румыния
- 1997 — Джина Годжан, Румыния
- 1999 — Андреа Радукан, Румыния
- 2001 — Андреа Радукан, Румыния
- 2003 — Дайане Дус Сантус, Бразилия
- 2005 — Алисия Сакрамоне, США
- 2006 — Чэн Фэй, Китай
- 2007 — Шон Джонсон, США
- 2009 — Элизабет Твиддл, Великобритания
- 2010 — Лорен Митчелл, Австралия
- 2011 — Ксения Афанасьева, Россия
- 2013 — Симона Байлз, США
- 2014 — Симона Байлз, США
- 2015 — Симона Байлз, США
- 2017 — Маи Мураками, Япония
- 2018 — Симона Байлз, США
- 2019 — Симона Байлз, США
- 2021 — Май Мураками, Япония